# Frühlingsstimmen (1952)
Frühlingsstimmen ist ein österreichisches Spielfilmmelodram aus dem Jahre 1952 von Hans Thimig. Die Hauptrollen spielen Hans Jaray, Paul Hörbiger, Senta Wengraf und Fritz von Friedl.

## Handlung
Nachdem ihre Eltern gestorben sind, müssen die beiden minderjährigen Grete und Hans zu ihrer Tante Anna Böhm nach Wien ziehen. Während Hans im Internat der berühmten Wiener Sängerknaben aufgenommen wird, findet die nahezu erwachsene Grete eine Anstellung als Näherin. Ihrer guten Figur und dem Geschick, sich elegant zu bewegen, verdankt es die junge Frau, dass sie bald zum Mannequin eines Modesalons aufsteigt und vor der betuchten Kundschaft Kleider präsentieren darf. Bald gerät Grete an den etwas leichtfertigen Pianisten Egon Pilz, der ihr aus Verehrung ein kostbares Abendkleid schenkt, dass dieser jedoch, ohne dass Grete davon weiß, aus ihrem Modesalon entwendet hatte. 
Der Diebstahl fliegt natürlich auf, und nun steht Grete plötzlich als Diebin da. Sie verliert infolgedessen ihre Stellung, und auch der kleine Hans, der seiner großen Schwester unbedingt helfen möchte, wird aus dem Sängerknabeninternat hinausgeworfen. Der alte Internatshausmeister Lukas glaubt jedoch an die Unschuld des herzigen blonden Bengels und erweist sich als helfende, gute Seele. Er kann erreichen, dass Hans zu den Sängerknaben zurückkehren darf. Auch für Grete ist in dieser Institution ein Platz frei geworden: Sie darf im Internat eine neue Stellung als Kostümschneiderin antreten.

## Produktionsnotizen
Frühlingsstimmen entstand 1951 in den Ateliers von Wien-Sievering und Wien-Grinzing sowie im Schönbrunner Schlosstheater, im Augartenpalais und im Wiener Volksgarten. Die Uraufführung erfolgte am 21. Februar 1952 in der österreichischen Hauptstadt, die deutsche Premiere war am 10. April desselben Jahres in Würzburg.
Produzent Rudolf Dillenz übernahm auch die Produktionsleitung. Felix Smetana gestaltete die Filmbauten.

## Kritik
Im Filmdienst heißt es: „Mäßige Unterhaltung mit viel Schmalz und ein wenig Humor.“